# Margaux Oswald
Margaux Oswald (* 30. April 1991 in Genf) ist eine Schweizer Jazz- und Improvisationsmusikerin (Piano, Komposition).

## Wirken
Oswald ist französisch-philippinischer Herkunft und spielt seit ihrem fünften Lebensjahr Klavier. Sie ist derzeit in Kopenhagen ansässig, wo sie ihr Masterstudium am Rytmisk Musikkonservatorium absolvierte, und widmet sich der freien Improvisation. Sie ist aktives Mitglied der europäischen Improvisationsmusik-Community und tritt in Deutschland, Schweden, der Slowakei und Spanien auf. Im Laufe ihrer Karriere trat sie mit führenden Musikern und Ensembles auf, z. B. mit Jesper Zeuthen, Frank Gratkowski, Michael Griener, Lotte Anker, Alex Zethson, Maria Faust und Sture Ericson. Im Trio mit Albert Cirera (Saxophone) und Johannes Nästesjö (Kontrabass) legte sie 2021 ihr Debüt-EP I’m a Biker vor, 2022 folgte auf Clean Feed Records das Soloalbum Dysphotic Zone, entstanden auf dem Monopiano Festival in Fylkingen.
„In Kenntnis der Fortschritte im Free Jazz von Künstlern wie Cecil Taylor, Dave Burrell und anderen umfasst der Krabbengang der Pianistin über die Tastatur energetische, explodierende Muster, schnelle, druckvolle Akkorde und eine Betonung der höchsten Lagen des Klaviers,“ schrieb Ken Waxman.

## Diskographische Hinweise
- Niklas Fite & Margaux Oswald: Silent Plums (2021)
- Dysphotic Zone (Clean Feed, 2022) solo
- Margaux Oswald & Kasper Tranberg: Signals (ILK Music, 2022)
- Margaux Oswald & Jesper Zeuthen: Magnetite (Clean Feed, 2023)
- Margaux Oswald Collateral Damage: In Time, Hollow Oaks Become Chapels (Clean Feed, 2024, mit Niklas Fite, Hein Westgaard, Aurelijus Užameckis, Uldis Vītols, Rafał Różalski, Simon Forchhammer)
- Axel Filip, Oscar Andreas Haug & Margaux Oswald: Xanthic Tales (Sonic Transmissions, 2024)